# Cromosoma en anell

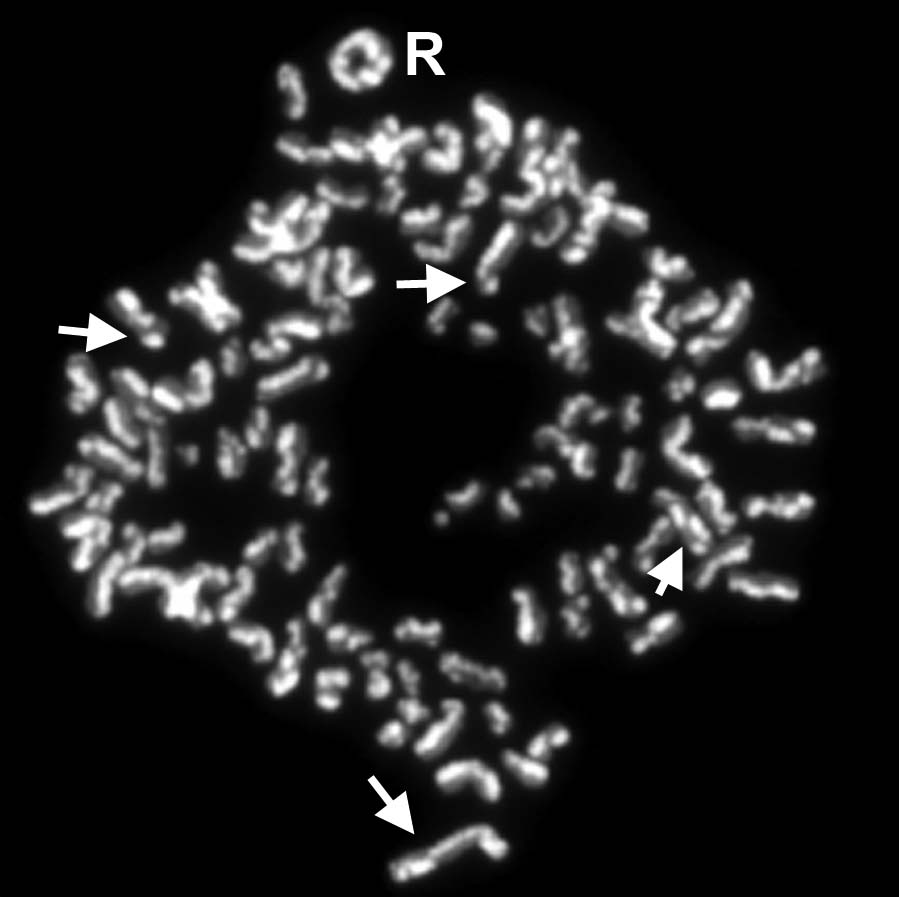
Propagació de metafase d'una línia cel·lular que mostra un cromosoma en anell (R) i diversos intercanvis de cromàtides germanes (SCE), alguns dels quals estan indicats per fletxes

El cromosoma en anell és aquell cromosoma resultant d'una mutació estructural d'un cromosoma lineal. El cromosoma lineal perd els extrems (deleció) i aquests s'uneixen entre si. Així doncs el cromosoma en anell donarà lloc a una monosomia parcial.